# XIV Всероссийский съезд Советов
XIV Всероссийский съезд Советов — Всероссийский съезд Советов, проходивший в Москве с 10 по 18 мая 1929 года. Среди вопросов, обсуждавшихся на съезде: рассмотрение и утверждение первого пятилетнего плана развития народного хозяйства РСФСР, внесение изменений и дополнений в Конституцию РСФСР 1925 года.

## Делегаты
Присутствовало 1158 делегатов с правом решающего голоса и 626 делегатов с совещательным голосом. Партийный состав делегатов: члены и кандидаты в члены ВКП(б) — 70,7 %, члены и кандидаты в члены ВЛКСМ — 1,2 %, беспартийных — 28,1 %.
Социальный состав делегатов:
- рабочие 57,1 %
- крестьяне 25 %
- служащие 17,9 %

Председателем съезда избран — Калинин М. И.

## Рассмотренные вопросы
- Доклад Совета народных комиссаров РСФСР (докладчик А. И. Рыков)
- Пятилетний план развития народного хозяйства РСФСР (докладчик А. М. Лежава)
- Текущие задачи культурного строительства в РСФСР (докладчик А. В. Луначарский)
- Советская книга за 10 лет (докладчик А. Б. Халатов)
- Состояние и укрепление низовой сети Советов (докладчик А. С. Киселёв)
- Изменения и дополнения Конституции РСФСР (докладчик Я. В. Полуян)
- Выборы состава ВЦИК

## Решения
Съезд одобрил деятельность правительства РСФСР и обязал правительство усилить работу по социалистическому переустройству сельского хозяйства.
Был принят первый пятилетний план развития народного хозяйства РСФСР. Съезд принял обращение к трудящимся РСФСР с призывом безусловного выполнения пятилетнего плана на основе социалистического соревнования.
В принятом съездом постановлении о культурном строительстве в РСФСР особо выделена необходимость контроля за работой по осуществлению всеобщего обязательного начального обучения и ликвидации неграмотности среди взрослого населения.
Съезд обязал ВЦИК пересмотреть Положение о сельских Советах с целью расширения их прав. Съезд поручил ВЦИКу разработать меры по борьбе с нарушениями революционной законности, а также по пресечению террористических действий кулачества. Принято решение о проведении чистки советского аппарата от чуждых элементов и о выдвижении новых кадров на работу в советские органы.
В связи с завершением районирования и введением нового административно-территориального деления РСФСР съезд внёс дополнения и изменения в некоторые статьи Конституции РСФСР 1925 года.
Съездом был избран новый состав ВЦИК в количестве 400 членов и 150 кандидатов.